# Comté de Norton
Le comté de Norton est l’un des 105 comtés de l’État du Kansas, aux États-Unis. Fondé le 26 février 1867, il a été nommé en hommage au capitaine Orloff Norton, mort au combat en 1865 dans l’Arkansas.
Siège et plus grande ville : Norton.

## Géolocalisation
|                   | Comté de Furnas (Nebraska) | Comté de Harlan (Nebraska ) |
| Comté de Decatur  | Comté de Norton            | Comté de Phillips           |
| Comté de Sheridan | Comté de Graham            |                             |